# Martin Kelm

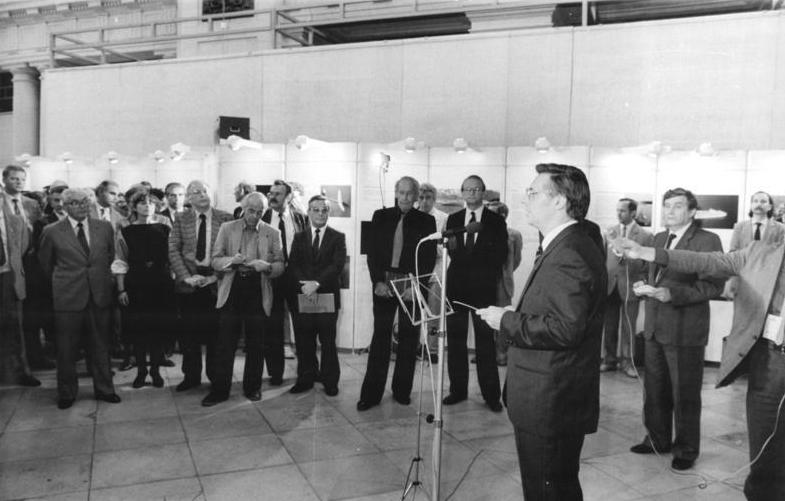
Martin Kelm spricht bei einer Ausstellungseröffnung zur Leipziger Herbstmesse 1985

Martin Kelm (geboren 19. Oktober 1930 in Neuhof, Insel Poel) ist ein deutscher Industrieformgestalter, Designer und Hochschullehrer, der von 1962 bis 1990 in Ost-Berlin den staatlichen zentralen Design-Einrichtungen der DDR vorstand.

## Leben
Aufgewachsen als Arbeiterkind in Hohen Viecheln (Mecklenburg) unter fünf weiteren Geschwistern, besuchte Martin Kelm von 1936 bis 1944 die Volks- und Oberschule. 1943 wurde mit ihm die sogenannte Kinderlandverschickung durchgeführt und 1944/45 kam er zur Volkssturmausbildung sowie Einsatz bei der Panzerabwehr an der Ostfront. 1945 war er in Hohen Viecheln Dolmetscher des englischen Dorfkommandanten, 1946 leistete er Privatunterricht beim Dorflehrer. Von 1947 bis 1950 machte Martin Kelm eine Lehre als Elektroinstallateur und arbeitete als Geselle, von 1950 bis 1953 studierte er an der Schule „Gestaltende Technik – Arbeitsschule für Güte und Form“ in Wismar, der späteren Fachschule für angewandte Kunst Heiligendamm. 1953 heiratete er Elli Kelm, geborene Suhr, die später langjährige Sekretärin bei Erich Honecker war. Kelm wurde Mitglied der SED.
1953 bis 1958 studierte Kelm an der Hochschule für bildende und angewandte Kunst in Berlin-Weißensee bei Rudi Högner, die er als Diplom-Industrieformgestalter abschloss. Während seines Studiums setzte er sich als Studentensprecher erfolgreich für den weiteren Verbleib der neu begründeten Fachrichtung Formgestaltung an der Hochschule ein, die auf Betreiben von Schulfunktionären als vermeintlich kunstferne „Industriekosmetik“ aus dem Lehrangebot entfernt werden sollte. 1958/59 war er künstlerisch-wissenschaftlicher Assistent an der Burg Giebichenstein in Halle und Leiter der neu gegründeten Abteilung „Technische Formgestaltung“ und hatte eine Tätigkeit am Institut für Entwurf und Entwicklung der zur Hochschule umgebildeten Einrichtung. 1961 war er Dozent für das Fach „Technische Formgestaltung“ an der nun Hochschule für industrielle Formgestaltung Halle heißenden Burg Giebichenstein.

„Die industrielle Formgestaltung hat zur Aufgabe, den Erzeugnissen neben allgemeinen Qualitätsmerkmalen eine notwendige ästhetische Qualität zu geben; sie ist auf die Steigerung funktioneller, technologischer, materialmäßiger und wirtschaftlicher Momente gerichtet.“

1962 wurde Martin Kelm vom Ministerium für Kultur zum Direktor des Instituts für angewandte Kunst Berlin berufen, das 1963 in Zentralinstitut für Formgestaltung (später in Zentralinstitut für Gestaltung beziehungsweise Amt für Industrielle Formgestaltung) umbenannt wurde. 1966 wurde er zusätzlich Vizepräsident des Amtes für Standardisierung, Messwesen und Warenprüfung (ASMW) für den neu gebildeten Bereich „Gestaltung“. 1965 bis 1970 machte er eine externe Aspirantur am Institut für Gesellschaftswissenschaften mit einer Dissertation zum Thema „Produktgestaltung im Sozialismus“ im Bereich Kunst- und Kulturwissenschaften (Dr. phil.). 1980 erfolgte seine Berufung zum Honorarprofessor an der Hochschule für industrielle Formgestaltung Halle, Burg Giebichenstein. Von 1972 war er bis 1990 Leiter des Amtes für industrielle Formgestaltung (AIF) beim Ministerrat der DDR und in dieser Eigenschaft Staatssekretär mit eigenem Geschäftsbereich. Er war auch Vorsitzender des Bauhaus-Kollegiums.
Kelm war 1958/1959 und 1962/1963 auf der Vierten und Fünften Deutsche Kunstausstellung in Dresden vertreten.
Nach der Auflösung des AIF am 31. Dezember 1990 war er von 1990 bis 1992 freiberuflicher Firmenberater bzw. Projektleiter, insbesondere zu den Themen „Ökologie und Design“ und „Ökologisches Bauen“. Seit 1995 ist er in Rente. Er lebt in Losten bei Bad Kleinen und engagiert sich in Bürgerinitiativen und bei Umweltschutz-Institutionen für ökologische und naturschützende Landschaftspflege in Mecklenburg-Vorpommern.

## Praktische gestalterische Arbeiten

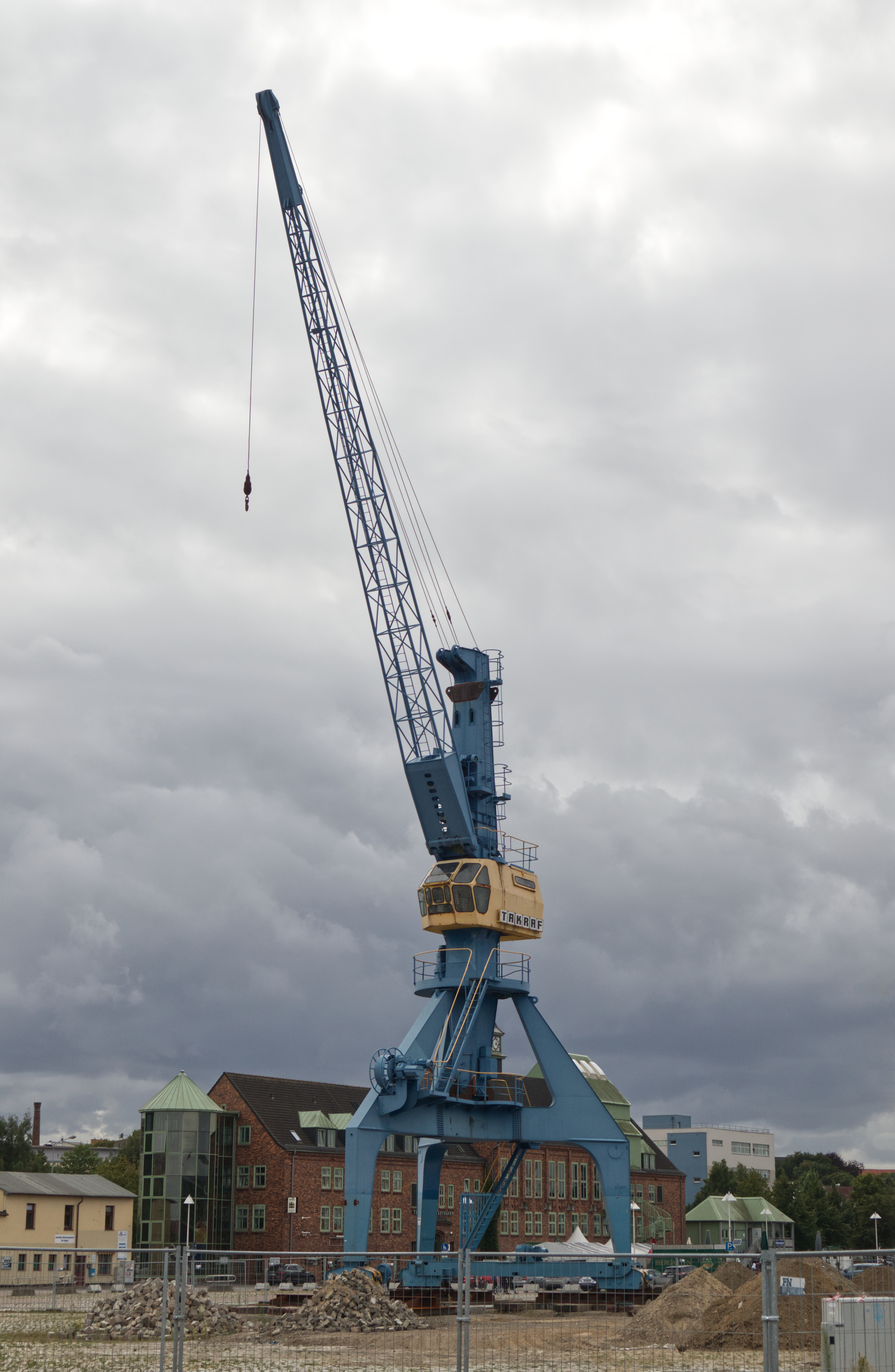
TAKRAF-Hafenkran, Rostock 2020 (Gestaltung: Martin Kelm, 1958)

Rundfunk- und Fernsehgeräte (u. a. Fernsehstandgerät „Atelier“ von 1957 für Rafena, entstanden als Studentenentwurf unter Anleitung von Rudi Högner), Uhren, Leuchten, Kunststofferzeugnisse, Möbel, Maschinen und Hafenkrane, so für den VEB Kranbau Eberswalde (1958), Architektur und Innenarchitektur (u. a. Anfang der 1970er Jahre Um- und Ausbau von Jagdschloss Hubertusstock am Rand der Schorfheide bei Berlin und Entwurf sowie Ausstattung der dortigen Gästehäuser).

## Auszeichnungen
- Goldmedaille des Ministeriums für Kultur der DDR für hervorragende Formgebung (1960 und 1964)
- Banner der Arbeit (1974)
- Hervorragender Techniker (1977)
- Designpreis der DDR (1980)
- Vaterländischer Verdienstorden der DDR in Gold (1980)

## Wirken
Ab Mitte der 1970er Jahre stand der „designpolitische Staatsfunktionär“ Martin Kelm bei freiberuflichen Designern in der DDR in der Kritik, deren Existenzgrundlagen zugunsten der forcierten Bevorzugung von festangestellten Formgestaltern in der Industrie zu schmälern. Der Aufbau von Design-Industrieateliers führte dazu, dass weniger Aufträge an freiberufliche Formgestalterinnen und -gestalter vergeben wurden. In einer gemeinsamen Entscheidung der Leitung des AIF und des Präsidiums des Verbandes Bildender Künstler der DDR wurde Ende 1970 die gleichbedeutende Einbeziehung der Freiberufler in die Lösung anstehender Designaufgaben festgelegt. Zugleich setzte Kelms rund 250 Mitarbeiter umfassendes Amt für industrielle Formgestaltung über kontinuierliche Öffentlichkeitsarbeit, Anleitung und Kontrolle in Industrie und Forschung sowie über Beschlussvorlagen für den Ministerrat der DDR und der Wirtschaftskommission beim Politbüro des ZK der SED durch, dass vor allem in den Kombinaten und Großbetrieben Design zu einer planmäßigen, abrechnungspflichtigen Größe bei der Produktentwicklung wurde.
Entscheidend ausgebaut und wissenschaftlich betreut wurde auf Anweisung Kelms auch die Anfang der 1950er Jahre von Mart Stam in Berlin begründete historische und zeitgenössische Sammlung von Sachzeugnissen deutscher Industriekultur, aus der in den 1970er Jahren die DDR-Designsammlung des AIF erwuchs (später Sammlung industrielle Gestaltung) mit einer umfassenden öffentlichen internationalen Fachbibliothek, Fotothek und vielen Tausend Designobjekten. Auch die Rekonstruktion des Bauhauses Dessau in den 1970er Jahren und die zunehmende öffentliche Rezeption dessen Erbes ist offensichtlich Kelm zu verdanken und geschah gegen den Widerstand von kulturpolitischen Hardlinern in der DDR.
Mit dem Erstarken der demokratischen Bürgerbewegung und dem Machtwechsel in der DDR Ende 1989 bis zu den Volkskammerwahlen im Frühjahr 1990 und auch noch nach dem Beitritt der DDR zur Bundesrepublik Deutschland sahen sich Martin und Elli Kelm dem Verdacht ausgesetzt, in Zusammenhang mit ihren Funktionen Günstlinge der SED-Parteileitung gewesen zu sein. Unter anderem wurde dem Naturfreund Kelm die zeitweise und auf Wunsch von Erich Honecker erfolgte Teilnahme an Jagdgesellschaften im Staatsrevier Schorfheide vorgehalten und unterstellt, sich hierbei persönliche materielle und Karrierevorteile verschafft zu haben. Die Verdächtigungen gegen Elli und Martin Kelm mussten nach wiederholter institutioneller Prüfung Anfang der 1990er Jahre fallen gelassen werden. 1993 zogen sich beide von Berlin in ihre Heimat Mecklenburg zurück, wo Elli Kelm 2008 verstarb.

## Publikationen
- Martin Kelm: Die Bedeutung der Gestaltung industrieller Erzeugnisse im entwickelten gesellschaftlichen System des Sozialismus. Dissertation, Inst. f. Gesellschaftswiss. beim ZK d. SED, 15. Dezember 1969.
- Martin Kelm: Produktgestaltung im Sozialismus (auf Grundlage seiner Dissertation). Dietz Verlag, Berlin 1971
- Martin Kelm [Mitverf.]: Hochschule für Industrielle Formgestaltung Halle – Burg Giebichenstein: 1958–1983. Hochschule für Industrielle Formgestaltung Burg Giebichenstein, Halle/Saale 1983
- Zahlreiche Veröffentlichungen zu Theorie und Praxis des Designs in nationalen und internationalen Zeitschriften sowie Vorträge im In- und Ausland